# Ортак (острво)
Ортак (енгл. Ortac) је мало острво из групе Каналских острва. Административно је део крунског поседа Гернзи. Удаљено је пар километара од острва Олдерни.